# Îlot Gie
L’îlot Gie est un  îlot de Nouvelle-Calédonie appartenant administrativement à l'Île des Pins.